# Francesca Lé
Francesca Lé (Los Angeles, 28 dicembre 1970) è un'attrice pornografica e regista pornografica statunitense, membro della AVN Hall of Fame, della XRCO Hall of Fame e della Urban X Awards Hall of Fame.

## Biografia
Iniziò la sua carriera nell'industria del porno nel 1990, divenendo celebre per il film The gang bang girl 13 prodotto dalla Anabolic Video come attrice protagonista. Nel frattempo, girava anche video fetish, bondage, striptease e wrestling, esibendosi nei locali di Los Angeles. Nonostante la notorietà, si ritirò dalle scene nel 1994, ritornando all'industria del porno nel 2000. Insieme al marito Mark Wood fondò nel 2002 la propria compagnia di produzione, la LeWood Productions, distribuita dalla Evil Angel, dove lavora come attrice e regista.
Francesca è membro della AVN Hall of Fame dal 2005, della XRCO Hall of Fame dal 2006, e della Urban X Awards Hall of Fame dal 2011.
Nel 2011 ha avuto un ruolo cameo ironico nel video musicale della canzone hardstyle "P.A.P. (People Against Porn)" dei Da Tweekaz per la casa discografica Dirty Workz.
Nel corso della sua carriera ha girato oltre 900 scene e ne ha dirette più di 550, ottenendo 3 AVN Awards e 2 XBIZ.

## Vita privata
Nel 2001 ha sposato Mark Wood, attore pornografico incontrato su un set della casa produttrice Extreme Associates. La pornostar Kristal Summers è sua cugina.

## Riconoscimenti
- AVN Awards
  - 1994 – Best Group Sex Scene - Film per New Wave Hookers 3 con Tiffany Million, Lacy Rose, Crystal Wilder, Rocco Siffredi e Jon Dough[10]
  - 2005 – Best Oral Sex Scene - Video per Cum Swalling Whores 2 con Ava Devine, Guy DiSilva, Rod Fontana, Steven French, Scott Lyons, Mario Rossi e Arnold Schwartzenpecker[11]
  - 2005 – Hall of Fame[12]
- XRCO Award
  - 2007 – Hall of Fame[13]
  - 2014 – MILF of the Year[14]

## Filmografia

### Attrice
- 1-800-934-BOOB (1992)
- Alice In Hollyweird (1992)
- America's Raunchiest Home Videos 28 (1992)
- Anal Adventures of Max Hardcore: Between the Lines (1992)
- Anal Kitten (1992)
- Anal Rampage 1 (1992)
- Anal Rookies 1 (1992)
- Anal Savage (1992)
- Back in the Pen (1992)
- Backing In 3 (1992)
- Bonnie and Clyde 1 (1992)
- Buttman's Face Dance 1 (1992)
- Buttman's Face Dance 2 (1992)
- Carnival Of Knowledge (1992)
- Cockateer 2 (1992)
- D.P. Man (1992)
- D.P. Man 2 (1992)
- Double Crossings (1992)
- Erotica (1992)
- Gang Bang Thrills (1992)
- Girls Of Summer (1992)
- Hard As A Rock (1992)
- Heels and Toes 2 (1992)
- Hidden Obsessions (1992)
- House of Sleeping Beauties (1992)
- House of Sleeping Beauties (Director's Cut) (1992)
- Immaculate Erection (1992)
- Leena (1992)
- Lesbian Love Connection (1992)
- More Dirty Debutantes 18 (1992)
- Nikki Never Says No (1992)
- Patriot Dames (1992)
- Pornographic Priestess (1992)
- Professor Sticky's Anatomy 3X 1 (1992)
- Raunch 5 (1992)
- See Thru (1992)
- Sexual Olympics 1 (1992)
- Sexual Olympics 2 (1992)
- Shades of Blue (1992)
- Sodomania 1 (1992)
- Telesex (1992)
- Three Musketeers 1 (1992)
- Three Musketeers 2 (1992)
- Tight Spot (1992)
- Too Sexy (1992)
- Wanderlust (1992)
- Wild Thing (1992)
- Witching Hour (1992)
- 900 Club (1993)
- Anal Diary of Misty Rain (1993)
- Anal Lover 2 (1993)
- Anal Vision 5 (1993)
- Anal Woman 2 (1993)
- Ass Freaks 1 (1993)
- Bare Market (1993)
- Bonnie and Clyde [Director's Cut] (1993)
- Buffy Malibu's Nasty Girls 1 (1993)
- Buffy Malibu's Nasty Girls 5 (1993)
- Bush League 2 (1993)
- Butt Sluts 2 (1993)
- Buttslammers 4 (1993)
- Centerfold (1993)
- Cinnamon Twist (1993)
- Darker Side of Shayla 1 (1993)
- Deep Inside Dirty Debutantes 5 (1993)
- Femme Fatale (1993)
- Forbidden (1993)
- Gangbang Girl 12 (1993)
- Hard Rider (1993)
- Hot Bodies In Bondage (1993)
- Hot Tight Asses 2 (1993)
- I Made Marian (1993)
- Inferno 2 (1993)
- Kittens 4 (1993)
- Lesbian Dating Game (1993)
- Little Magicians (1993)
- Naked Pen (1993)
- New Wave Hookers 3 (1993)
- Nymphette (1993)
- Orgy (1993)
- Roommate Humiliation (1993)
- Sodomania 2 (1993)
- Stick It in the Rear 2 (1993)
- Taming of Savannah (1993)
- Teri Diver's Bedtime Tales (1993)
- Things Change 2 (1993)
- Toe Nuts (1993)
- Transitions (1993)
- Trouble Times Two (1993)
- Waves of Passion (1993)
- Where the Boys Aren't 4 (1993)
- Where the Boys Aren't 5 (1993)
- Wilder At Heart (1993)
- Fighette in bicicletta (Butt Banged Bicycle Babes, 1994)
- Catfighting 10 (1994)
- Cherry Redder (1994)
- Crime Doesn't Pay (1994)
- Dungeon Brats (1994)
- Footworship 11 (1994)
- Gangbang Girl 13 (1994)
- Heels and Toes 1 (1994)
- Hot Tight Asses 5 (1994)
- Intimate Positions (1994)
- Just Desserts (1994)
- Leave It to Bondage (1994)
- Leg Ends 11 (1994)
- Nasty Nymphos 3 (1994)
- Overkill (1994)
- Pain Connection (1994)
- Perfect Endings (1994)
- Pretty Package (1994)
- Pure Filth (1994)
- Shaved Sinners 4 (1994)
- Sodomania: Baddest of the Best (1994)
- Welcome to Bondage Francesca Le (1994)
- Welcome to Bondage Starlets 1 (1994)
- Ass Openers 3 (1995)
- Best of Footworship 3 (1995)
- Bip Shoots 2 (1995)
- Buffy Malibu's Nasty Girls 8 (1995)
- Dream Bound (1995)
- Dungeon Punishment (1995)
- Four Ladies in a Bind (1995)
- Hard Hand Luc (1995)
- Kym Wilde's On The Edge 16 (1995)
- Lovin' Spoonfuls 3: Best of Dirty Debutantes (1995)
- Nasty Nymphos 11 (1995)
- Slave Wages (1995)
- To Be Continued Reel 1 + 2 (1995)
- Toe Tales 18 (1995)
- All The Way In (1996)
- Anal Angels 6 (1996)
- Ass Masters 11 (1996)
- Ass Openers 1 (1996)
- Ass Openers 2 (1996)
- Best Gang Bangs (1996)
- Cum Sucking Whore Named Francesca (1996)
- Her Personal Touch (1996)
- Naughty But Spicy (1996)
- Out Call Punishment (1996)
- Ass Openers 4 (1997)
- Love Bondage Expressions (1997)
- Mistress Jacqueline's Slavegirl Sluts (1997)
- Return of the Velvet Scorpion (1997)
- Sodomania: Slop Shots 1 (1997)
- Spanking Triple Play 4 (1997)
- Ass Openers 17 (1998)
- Bob's Video 128: Just a Couple of Lonely Girls (1998)
- Bob's Video 132: More Than Just Friends (1998)
- Bondage Shop And Other Tales (1998)
- Cat Fight 5 (1998)
- Double Jeopardy (1998)
- Hitch-hiker (1998)
- Knot Sorry (1998)
- Mistress Jaqueline's Slavegirl Sluts (1998)
- Talent Agency (1998)
- Cat Fight: Black and Blue (1999)
- Cum Hungry Coeds 5 (1999)
- Lovin' Spoonfuls 18 (1999)
- Masters Of Dominance 3 (1999)
- Wheel Of Discipline (1999)
- Criminal Activity (2000)
- Cum Shots 2 (2000)
- Malibu Beach Babes (2000)
- Totally Tiffany (2000)
- Abducted (2001)
- Lovers Of Laughter (2001)
- Nikki Dial: Extreme Close Up (2001)
- Ouch (2001)
- Portrait of Bondage (2001)
- S/M Files (2001)
- All About Ass 11 (2002)
- Betrayed 1 (2002)
- Betrayed 2: Mika's Revenge (2002)
- Betrayed 3: Domestic Abuse (2002)
- Bondage Tales 2 (2002)
- Butt Quest 1 (2002)
- Crack Pack (2002)
- Flesh Fest 1 (2002)
- Foot Traffic 1 (2002)
- Foot Traffic 5 (2002)
- House Pet (2002)
- In My Control (2002)
- Invitation To Bondage (2002)
- Latex Love (2002)
- Marked Gems (2002)
- No Pain No Gain (2002)
- Punished And Suspended (2002)
- Saving Ass (2002)
- Sorority Spank (2002)
- Strenuous Bondage Tests (2002)
- Booty Bandits (2003)
- Butt Quest 2 (2003)
- Cum Swallowing Whores 1 (2003)
- Cum Swallowing Whores 2 (2003)
- Double Dip 'er 1 (2003)
- Flesh Fest 2 (2003)
- Francesca Has a Negro Problem (2003)
- Hog Tie Hell (2003)
- Pussy Galore (2003)
- Ransom (2003)
- Ravaged Buns (2003)
- Sophia Has a Negro Problem Too (2003)
- Tied And Taxed (2003)
- Women Of Bondage 3 (2003)
- 1 Whore + 1 More 1 (2004)
- Ass 'troyed (2004)
- D'arby: Broken By Bip (2004)
- Dirty Debutantes: Best Scenes 7 (2004)
- Double Dip 'er 3 (2004)
- Gangbound 5 (2004)
- Gangbound 6 (2004)
- Gringo Dicks in Latin Chicks 2 (2004)
- Happy Ties (2004)
- It Takes a Whore (2004)
- Lovin' Spoonfuls 51: Ed's Cover Girls Spanning The Years! 1995-1998 (2004)
- Overload (2004)
- Spunk Drunk (2004)
- Crush That Ass 5 (2005)
- Deep in the Woods (2005)
- Different Point Of View (2005)
- Flesh Fest 3 (2005)
- His Ass Is Mine 1 (2005)
- Juggies 3 (2005)
- Monica Sweetheart and Friends (2005)
- Orally Challenged (2005)
- Inside Job 3 (2006)
- Marilyn Chambers Guide To Dirty Dancing (2006)
- Dirty Rotten Mother Fuckers 1 (2007)
- Fucking Me POV 2 (2007)
- Fucking Me POV 3 (2007)
- Girlvana 3 (2007)
- Hall of Fame: Nikki Dial (2007)
- Mother Load 3 (2007)
- Wasted Youth 3 (2007)
- Be My Bitch 5 (2008)
- Big Pretty Titties 4 (2008)
- Big Titty Moms 2 (2008)
- Big Titty Moms 3 (2008)
- Bitchcraft 4 (2008)
- Come to Momma 3 (2008)
- Cougar Club 1 (2008)
- Double Decker Sandwich 11 (2008)
- Filthy and Violated Francesca Le (2008)
- I Came In Your Mom 1 (2008)
- Interactive Gina Lynn (2008)
- It Takes Two 6 (2008)
- It's a Mommy Thing 4 (2008)
- Lesbians Love Sex 3 (2008)
- MILF Collector 1 (2008)
- MILF Worship 6 (2008)
- Momma Knows Best 6 (2008)
- Mommy Got Boobs 3 (2008)
- Mommy Needs Money 1 (2008)
- My Wife's Hot Friend 1 (2008)
- No Man's Land 44 (2008)
- Roller Dollz (2008)
- Sloppy Head 1 (2008)
- Slutty and Sluttier 8 (2008)
- Tiffany and Cumpany 2 (2008)
- Un-Original Brand Cocksicle (2008)
- When MILFs Attack (2008)
- 30+ Sluts (2009)
- Big Boob Orgy 2 (2009)
- Big Rack Attack 6 (2009)
- Big Tits at School 6 (2009)
- Black Cock Addiction 7 (2009)
- Butthole Bitches (2009)
- CFNM Secret 1 (2009)
- CFNM Secret 2 (2009)
- Cheating Housewives 6 (2009)
- Cougar Tales 2 (2009)
- Cream Team 3 (2009)
- Cum Fart Cocktails 7 (2009)
- Cum Stained Casting Couch 15 (2009)
- Cum to Order (2009)
- Dirty Over 30 3 (2009)
- Dreamgirlz 2 (2009)
- Fetish Fuckdolls 4 (2009)
- Flying Solo 2 (2009)
- Golden Globes 1 (2009)
- In It Goes Out It Cums 7 (2009)
- Interracial Fuck Sluts 1 (2009)
- I've Been Sodomized 6 (2009)
- Just Over Eighteen 22 (2009)
- Kittens and Cougars 1 (2009)
- Ladies Room 1 (2009)
- Latin Butthole Stretchers (2009)
- Legends of the Game (2009)
- MILF Blown 1 (2009)
- MILF Next Door 5 (2009)
- MILF Squad (2009)
- MILFs Like It Big 3 (2009)
- Mommy Blows Best 3 (2009)
- Mommy Got Boobs 5 (2009)
- Mom's Baking Brownies (2009)
- Mother Suckers 1 (2009)
- My Sexy Life 1 (2009)
- No Man's Land MILF Edition 3 (2009)
- Office Perverts 1 (2009)
- Open Ended 1 (2009)
- POV Jugg Fuckers 2 (2009)
- Rack 'em Up (2009)
- Rough Sex 1 (2009)
- Show Me Your Tits 2 (2009)
- Smothered N' Covered 8 (2009)
- Strap Attack 11 (2009)
- TMSleaze (2009)
- Wet Dreams Cum True 7 (2009)
- Yeah I Fucked Your Mother (2009)
- All About Sara Sloane (2010)
- Anal Overdose 1 (2010)
- Art of Anal 1 (2010)
- Asstounding 2 (2010)
- Babes Illustrated 20 (2010)
- Belladonna: No Warning 5 (2010)
- Best of Head (2010)
- Big Butt Oil Orgy 2 (2010)
- Big Tit Mother Fuckers 1 (2010)
- Bikini Land (2010)
- Bitch Banging Bitch 3 (2010)
- Busty Office MILFs 2 (2010)
- CFNM Secret 3 (2010)
- CFNM Secret 5 (2010)
- Cougar Lesbians (2010)
- Cougar's Prey 5 (2010)
- Dreamgirl (2010)
- F for Francesca (2010)
- Filthy Latin Pussy (2010)
- Hard at Work (2010)
- Hosed (2010)
- I Fuck Myself (2010)
- Internal Injections 7 (2010)
- King Dong 4 (2010)
- Kittens and Their MILF (2010)
- Latin Mommas 1 (2010)
- Lesbian Lipstick Seduction 3: MILF and Teen Edition (2010)
- Lesbian Truth or Dare 3 (2010)
- Let Me Fuck Your Mom (2010)
- Lip Service (2010)
- MILF Legends 3 (2010)
- MILF Lessons 24 (2010)
- MILF Orgy (2010)
- MILF Squirters 11 (2010)
- MILF Worship 10 (2010)
- MILF Worship 11 (2010)
- MILFs Like It Big 7 (2010)
- Mommy and Me (2010)
- Mommy X-Perience 1 (2010)
- Mother Lovers (2010)
- Mothers Teaching Daughters How To Suck Cock 6 (2010)
- Munch Box (2010)
- My Friend's Hot Mom 20 (2010)
- Official Psycho Parody (2010)
- Official To Catch a Predator Parody 2 (2010)
- Oil Drilling (2010)
- Pornstar Bootcamp (2010)
- Pornstar Cribs (2010)
- Sanatorium (2010)
- School's Out (2010)
- Slick Ass Girls 1 (2010)
- Slutty and Sluttier 11 (2010)
- Teen Mother Fuckers (2010)
- Threesomes (2010)
- Top Shelf 2 (2010)
- We Suck 3 (2010)
- American Cocksucking Sluts 1 (2011)
- Anal Pornsluts (2011)
- Assets 2 (2011)
- Beggin' For A Peggin' (2011)
- Belladonna: Fetish Fanatic 9 (2011)
- Belladonna: The Sexual Explorer (2011)
- Big Boob Addicts (2011)
- Big Tit Certified (2011)
- Big Tits at Work 14 (2011)
- CFNM Secret 6 (2011)
- Charm School (2011)
- Danny Ocean's Adventures 1 (2011)
- Dark Meat 4 (2011)
- Finger Lickin Girlfriends 1 (2011)
- Francesca Le Is Lewd and Depraved (2011)
- Francesca Seeking Women (2011)
- Hardcore Candy (2011)
- Latin Adultery 13 (2011)
- Latin Adultery 15 (2011)
- Lesbian Seductions 36 (2011)
- Masseuse 1 (2011)
- Masseuse 3 (2011)
- MILF Blown 3 (2011)
- Mommy and Me 2 (2011)
- Mommy And Me And A Black Man Makes 3 2 (2011)
- Mommy Blows Best 11 (2011)
- Mommy Got Boobs 12 (2011)
- Mothers Teaching Daughters How To Suck Cock 8 (2011)
- Official Basic Instinct Parody (2011)
- Pretty Sloppy 4 (2011)
- Prom (2011)
- Road Kill (2011)
- SexAholics (2011)
- Super Anal Cougars 2 (2011)
- Superstar Showdown 5: Lisa Ann vs. Francesca Le (2011)
- Tara's Titties (2011)
- Teach Me 2 (2011)
- There's No Place Like Mom 2 (2011)
- Wired Pussy: Once A Porn Star Always A Porn Star (2011)
- Yeah I Fucked Your Mother 2 (2011)
- Young at Heart (2011)
- American She-Male X 1 (2012)
- Ask Mommy (2012)
- Big Tits in Sports 10 (2012)
- Blow Me Sandwich 15 (2012)
- Blowjob Fridays 3 (2012)
- Bush 2 (2012)
- Butthole Barrio Bitches (2012)
- Clean My Ass 3 (2012)
- Don't Tell My Husband (2012)
- Dr. Ava's Guide to Anal Sex for Women (2012)
- ElectroSluts 26495 (2012)
- ElectroSluts 27076 (2012)
- Everything Butt 17569 (2012)
- Everything Butt 18976 (2012)
- Everything Butt 19686 (2012)
- Everything Butt 22363 (2012)
- Everything Butt 23393 (2012)
- Everything Butt 23394 (2012)
- Everything Butt 23395 (2012)
- Everything Butt 23419 (2012)
- Everything Butt 25752 (2012)
- Everything Butt 26093 (2012)
- Everything Butt 26095 (2012)
- Everything Butt 26935 (2012)
- Everything Butt 27175 (2012)
- Fifty Shades of Bruce Seven (2012)
- Gasp, Gag And Gape 1 (2012)
- Gringas And Latinas (2012)
- His Booty Is My Duty 2 (2012)
- Hot And Mean 4 (2012)
- Housewives Orgy 1 (2012)
- Is Your Mother Home 2 (2012)
- Just Like Mom (2012)
- Latin Adultery 19 (2012)
- Le Wood Anal Hazing Crew 1 (2012)
- Le Wood Anal Hazing Crew 2 (2012)
- Lesbian Adventures: Wet Panties Trib 3 (2012)
- Lesbian Psycho Dramas 8 (2012)
- Lesbians Love Strap-Ons 1 (2012)
- Lesbians Love Strap-Ons: The Spoiled Brat (2012)
- MILF and Honey 22 (2012)
- Milf Bone 5 (2012)
- MILF Gape 1 (2012)
- MILF Wars: Francesca Le vs. Raylene (2012)
- MILF Worship 12 (2012)
- MILF-O-Licious (2012)
- Munching Muff (2012)
- My First Sex Teacher 27 (2012)
- My Friend's Hot Mom 31 (2012)
- My Mom Likes Girls (2012)
- Naughty Office 27 (2012)
- No Rest for Big Breasts (2012)
- Office Affairs (2012)
- Official The Client List Parody (2012)
- Porn Legacy (2012)
- Pound My Man Ass (2012)
- Public Disgrace 23383 (2012)
- Sex and Submission 20929 (2012)
- Sex and Submission 21163 (2012)
- Sex Does A Body Good (2012)
- Slammin' Girls (2012)
- Squirt City Sluts (2012)
- Strapped 1 (2012)
- Toying With Your Emotions (2012)
- What A Rack (2012)
- 25 Sexiest Latin Porn Stars Ever (2013)
- Anal Is My Business (2013)
- Bush Bangers (2013)
- Butthole Barrio Bitches 2 (2013)
- Come And Bang My Wife (2013)
- Couples Seeking Teens 12 (2013)
- Divine Bitches 32452 (2013)
- ElectroSluts 32349 (2013)
- Everything Butt 28273 (2013)
- Everything Butt 28828 (2013)
- Everything Butt 29585 (2013)
- Everything Butt 30714 (2013)
- Everything Butt 32086 (2013)
- Everything Butt 32087 (2013)
- Everything Butt 32558 (2013)
- Facial Violation 1 (2013)
- Facial Violation 2 (2013)
- Foot Worship 27522 (2013)
- Foot Worship 29232 (2013)
- Le Wood Anal Hazing Crew 3 (2013)
- Le Wood Anal Hazing Crew 4 (2013)
- MILF Gape 2 (2013)
- MILFs Seeking Boys 4 (2013)
- Moms (2013)
- Pure MILF 3 (2013)
- Real Female Orgasms 16 (2013)
- Remy LaCroix's Anal Cabo Weekend (2013)
- There's Something About Lisa Ann (2013)
- Whipped Ass (2013)
- Dressing Room Domination

### Regista
- Black Mystique 9 (1994)
- Behind the Whip (2000)
- Domina's Daydream (2000)
- Flogged By Fallon (2000)
- Star Power (2000)
- Ouch (2001)
- Butt Quest 1 (2002)
- Flesh Fest 1 (2002)
- Booty Bandits (2003)
- Butt Quest 2 (2003)
- Cum Swallowing Whores 1 (2003)
- Cum Swallowing Whores 2 (2003)
- Double Dip 'er 1 (2003)
- Double Dip 'er 2 (2003)
- Flesh Fest 2 (2003)
- Francesca Has a Negro Problem (2003)
- Pussy Galore (2003)
- Sophia Has a Negro Problem Too (2003)
- Butt Quest 3 (2004)
- Cum Swallowing Whores 3 (2004)
- Double Dip 'er 3 (2004)
- Gia Has a Negro Problem (2004)
- Gringo Dicks in Latin Chicks 1 (2004)
- Gringo Dicks in Latin Chicks 2 (2004)
- It Takes a Whore (2004)
- Juggies 1 (2004)
- Juggies 2 (2004)
- Nude Bed Bondage (2004)
- Overload (2004)
- Sharon Has a Negro Problem (2004)
- Tough Love 2 (2004)
- Butt Quest 4 (2005)
- Cum Swallowing Whores 4 (2005)
- Double Dip 'er 4 (2005)
- Double Dip 'er 5 (2005)
- Flesh Fest 3 (2005)
- Gringo Dicks in Latin Chicks 3 (2005)
- His Ass Is Mine 1 (2005)
- Juggies 3 (2005)
- Sierra Has a Negro Problem (2005)
- Analholics (2006)
- Juggies 4 (2006)
- Big Natural Titties (2007)
- Big Pretty Titties 2 (2007)
- Big Titty Moms 1 (2007)
- Bitch Banging Bitch 2 (2007)
- Black Dick in Daddy's Daughter 2 (2007)
- His Ass Is Mine 2 (2007)
- Liquid Diet 2 (2007)
- MILF Worship 1 (2007)
- MILF Worship 2 (2007)
- MILF Worship 3 (2007)
- MILF Worship 4 (2007)
- Mommy Fucks Best 2 (2007)
- Mommy Fucks Best 3 (2007)
- Munch Box (2007)
- Sex Fiends 5 (2007)
- Super Hot Moms 1 (2007)
- Super Hot Moms 2 (2007)
- Teen Worship 1 (2007)
- Tit Worship 1 (2007)
- Tit Worship 2 (2007)
- Big Pretty Titties 3 (2008)
- Big Pretty Titties 4 (2008)
- Big Tit Blondes (2008)
- Big Titty Moms 2 (2008)
- Big Titty Moms 3 (2008)
- Black Dick in Daddy's Daughter 3 (2008)
- Filthy and Violated Francesca Le (2008)
- M Is For MILF 1 (2008)
- MILF Collector 1 (2008)
- MILF Worship 5 (2008)
- MILF Worship 6 (2008)
- Teen Worship 2 (2008)
- When MILFs Attack (2008)
- Big Titty Freaks (2009)
- M Is For MILF 2 (2009)
- MILF Blown 1 (2009)
- MILF Collector 2 (2009)
- MILF Worship 7 (2009)
- MILF Worship 8 (2009)
- MILF Worship 9 (2009)
- Rack 'em Up (2009)
- Show Me Your Tits 1 (2009)
- Show Me Your Tits 2 (2009)
- Teen Worship 3 (2009)
- Teen Worship 4 (2009)
- Breast Obsessed (2010)
- Filthy Latin Pussy (2010)
- MILF Blown 2 (2010)
- Milf Crazy (2010)
- MILF Worship 10 (2010)
- MILF Worship 11 (2010)
- Mommy and Me (2010)
- Mother Lovers (2010)
- Petite Meat (2010)
- Finger Lickin Girlfriends 1 (2011)
- Francesca Le Is Lewd and Depraved (2011)
- Francesca Seeking Women (2011)
- His Booty Is My Duty 1 (2011)
- Mommy and Me 2 (2011)
- Ready Set Fuck (2011)
- Real Estate Sluts (2011)
- Road Kill (2011)
- Teen Head (2011)
- Butthole Barrio Bitches (2012)
- Gasp, Gag And Gape 1 (2012)
- Gasp, Gag And Gape 2 (2012)
- His Booty Is My Duty 2 (2012)
- Le Wood Anal Hazing Crew 1 (2012)
- Le Wood Anal Hazing Crew 2 (2012)
- MILF Gape 1 (2012)
- MILF Worship 12 (2012)
- Pound My Man Ass (2012)
- Anal Enthusiasts (2013)
- Anal Is My Business (2013)
- Anal Required (2013)
- Butthole Barrio Bitches 2 (2013)
- Facial Violation 1 (2013)
- Facial Violation 2 (2013)
- Gasp, Gag and Gape 3 (2013)
- Le Wood Anal Hazing Crew 3 (2013)
- Le Wood Anal Hazing Crew 4 (2013)
- MILF Gape 2 (2013)
- Remy LaCroix's Anal Cabo Weekend (2013)